# Volkspark Prenzlauer Berg
Il Volkspark Prenzlauer Berg è un parco pubblico di Berlino. Si trova al limite orientale del quartiere omonimo, al confine con Fennpfuhl.

## Storia
L'area, precedentemente occupata da orti urbani, fu scelta dopo la seconda guerra mondiale come deposito delle macerie prodotte dai bombardamenti, che furono depositate dal 1963 al 1967 fino a formare una collina di 91 m d'altezza. L'area porta la denominazione attuale dal 1969.
Il Volkspark Prenzlauer Berg fu teatro, fino al 1989, di cerimonie ufficiali della Repubblica Democratica Tedesca. Come in altri casi, nell'area verde si trovano statue rappresentanti temi del realismo socialista.